# Brevibuccidae
Brevibuccidae är en familj av rundmaskar. Brevibuccidae ingår i ordningen Rhabditida, klassen Secernentea, fylumet rundmaskar och riket djur. Enligt Catalogue of Life omfattar familjen Brevibuccidae 3 arter. 
Kladogram enligt Catalogue of Life:
| Brevibuccidae | \| \| Brevibucca \| \| \| \| \| \| Cuticonema \| \| \| \| |
|               | \| \| Brevibucca \| \| \| \| \| \| Cuticonema \| \| \| \| |
|               | Agfidae                                                   |
|               |                                                           |
|               | Alirhabditidae                                            |
|               |                                                           |
|               | Alloionematidae                                           |
|               |                                                           |
|               | Bunonematidae                                             |
|               |                                                           |
|               | Cephalobidae                                              |
|               |                                                           |
|               | Drilocephalobidae                                         |
|               |                                                           |
|               | Elaphonematidae                                           |
|               |                                                           |
|               | Heterohabditidae                                          |
|               |                                                           |
|               | Heterorhabditidae                                         |
|               |                                                           |
|               | Odontorhabditidae                                         |
|               |                                                           |
|               | Ostellidae                                                |
|               |                                                           |
|               | Panagrolaimidae                                           |
|               |                                                           |
|               | Pangrolaimidae                                            |
|               |                                                           |
|               | Pterygorhabditidae                                        |
|               |                                                           |
|               | Rhabdiasidae                                              |
|               |                                                           |
|               | Rhabditidae                                               |
|               |                                                           |
|               | Robertiidae                                               |
|               |                                                           |
|               | Steinernematidae                                          |
|               |                                                           |
|               | Strongyloididae                                           |
|               |                                                           |
|               | Syrphonematidae                                           |
|               |                                                           |
|               | Brevibucca                                                |
|               |                                                           |
|               | Cuticonema                                                |
|               |                                                           |

|  | Brevibucca |
|  |            |
|  | Cuticonema |
|  |            |